# Регионална организация
Регионалните организации са в известен смисъл международни организации, тъй като те включват международно членство и обхващат геополитически образувания, които оперативно надхвърлят една национална държава. Членството им обаче се характеризира с граници и демаркации, характерни за определена и уникална география, като континенти, или геополитика, като икономически блокове. Те са създадени с цел насърчаване на сътрудничеството и политическата и икономическата интеграция или диалога между държави или образувания в рамките на ограничителна географска или геополитическа граница. И двете отразяват общи модели на развитие и история, които се насърчават след края на Втората световна война, както и фрагментацията, присъща на глобализацията, поради което техните институционални характеристики варират от слабо сътрудничество до официална регионална интеграция. Повечето регионални организации са склонни да работят заедно с утвърдени многостранни организации като ООН. Докато в много случаи регионална организация се нарича просто международна организация, в много други има смисъл да се използва терминът регионална организация, за да се подчертае по-ограниченият обхват на определено членство.
Примери за регионални организации наред с други са: Африкански съюз (АС), Асоциация на страните от Югоизточна Азия (АСЕАН), Арабска лига (АЛ), Карибска общност, Съвет на Европа (СЕ), Евразийски икономически съюз (ЕИС), Европейски съюз (ЕС), Асоциация за регионално сътрудничество в Южна Азия, Азиатско-африканска юридическа консултативна организация, Средиземноморски съюз, Съюз на южноамериканските нации, Организация на Северноатлантическия договор (НАТО).